# Vopnafjörður (fiord)
Vopnafjörður – fiord w północno-wschodniej Islandii. Ma około 18 km szerokości i sięga 20 km w głąb lądu. W zatokę wchodzi półwysep Kolbeinstangi, na którym położone jest miasto Vopnafjörður. Zatoka oddziela fiord od sąsiedniego fjordu Nípsfjörður. Do fiordu uchodzi rzeka Hofsá.